# Samson & Gert 4
Samson & Gert 4 is het vierde cd-album van de serie Samson en Gert. Het album verscheen op 15 juni 1994. Op het album zijn de stemmen van Danny Verbiest als Samson en Gert Verhulst als Gert te horen. De teksten zijn onder andere van Danny Verbiest, Gert Verhulst, Hans Bourlon en Ivo de Wijs. De muziek is voornamelijk van de hand van Johan Vanden Eede, Pierre Kartner, Herman van Veen en Geert Burssens. In sommige liedjes zingt er een koor mee o.l.v. Nicky Budts en Wilfried Paesschierssens.

## Tracklist
| 1.                   | Wat ben ik blij                    | 4:06 |
| 2.                   | In het oerwoud                     | 4:01 |
| 3.                   | Thuis                              | 3:12 |
| 4.                   | Samen ikke en jij                  | 3:57 |
| 5.                   | Samson toch!                       | 3:42 |
| 6.                   | Als je heel erg veel verliefd bent | 4:16 |
| 7.                   | Wij zijn bij de brandweer          | 3:28 |
| 8.                   | Als Samson droomt                  | 2:55 |
| 9.                   | Patatjes                           | 2:54 |
| 10.                  | 't is een kwis                     | 2:58 |
| 11.                  | Op het dak                         | 3:24 |
| 12.                  | Het kasteel van koning Samson      | 3:30 |
| Totale duur: ± 42.00 |                                    |      |

## Ultra top 50 Albums
Dit album stond tussen 1 april en 1 juli 1995 (14 weken) in de Ultratop 50 (Vlaanderen) waarvan hij 1 week op plaats 21 stond.